# Liste der Bischöfe von Montefeltro
Die folgenden Personen waren Bischöfe von San Marino-Montefeltro (Italien und San Marino):
- Agato (826)
- Stefan (853–861)
- Massimo (877)
- Johannes I. (881–885)
- Arduino (1015–1044)
- Adolfo (1053–1074)
- Gebizone (1075–1097)
- Pietro (1125)
- Arnoldo (1140–1154)
- Valfrero (1172)
- Alberto (1206–1208)
- Giovanni II. (1218–1221)
- Rolando (1222–1229)
- Ugolino (1232–1252)
- Giovanni III. (1252–1275)
- Roberto Montefeltro (1282–1284)
- Liberto (1286–1311)
- Benvenuto (1318–1347)
- Claro Peruzzi (1349–1375)
- Pino (Pinno) (1386)
- Luca Contraguerra (1388)
- Bendetto di Salnucio (1390–1408)
- Giovanni Sedani (1409–1444)
- F. A. Chiaravalle (1444–1450)
- Giacomo Teobaldi (1450–1456) († 1466 Kardinal)
- Andrea (1457–1458)
- Corrado Marcellino (1458)
- Giacomo (1458)
- Roberto Adimari (1459–1484)
- Gelso Melimi (1484–1498)
- Luca Mellini (1498–1507)
- Antonio Crastini (1507–1510)
- Paolo Alessandri (1510–1538)
- Ennio Filonardo (1538–1549)
- Ennio Massari (1549–1565)
- Carlo Visconti (1565)
- G. Francesco Soriani (1566–1601)
- Pietro Cartolari (1601–1606)
- Consalvo Durante (1607–1643)
- Bernardino Scala (1643–1667)
- Antonio Possenti (1667–1671)
- Giacomo Buoni (1672–1678)
- Bernardino Belluzzi (1678–1702)
- P. Valerio Martorelli (1703–1724)
- Flaminio Dondi (1724–1729)
- G. Crisostomo Calvi (1729–1747)
- Sebastiano Bonaiuti (1747–1765)
- Giovanni Pergolini (1765–1777)
- Giuseppe M. Terzi (1777–1803)
- Antonio Begni (1804–1840)
- Antonio Benedetto Antonucci (1840–1842)
- Salvatore Leziroli (1842–1845)
- Martino Caliendi (1845–1849)
- Crispino Agostinucci (1849–1856)
- Elia Antonio Alberini (1856–1860)
- Luigi Mariotti (1860–1890)
- Carlo Bonaiuti (1890–1896)
- Alfonso Maria Andreoli (1896–1911)
- Raffaele Santi (1912–1940)
- Vittorio De Zanche (1940–1949)
- Antonio Bergamaschi (1949–1966)
- Emilio Biancheri (1966–1976) (Administrator)
- Giovanni Locatelli (1977–1987)
- Ersilio Tonini (1988–1989) (Administrator)
- Mariano De Nicolò (1989–1995)
- Paolo Rabitti (1995–2005)
- Luigi Negri (2005–2012)
- Andrea Turazzi (2013–2024)
- Domenico Beneventi (seit 2024)